# Vanderhall Laguna
Vanderhall Laguna – trójkołowy samochód sportowy klasy miejskiej produkowany pod amerykańską marką Vanderhall w latach 2016–2018.

## Historia i opis modelu

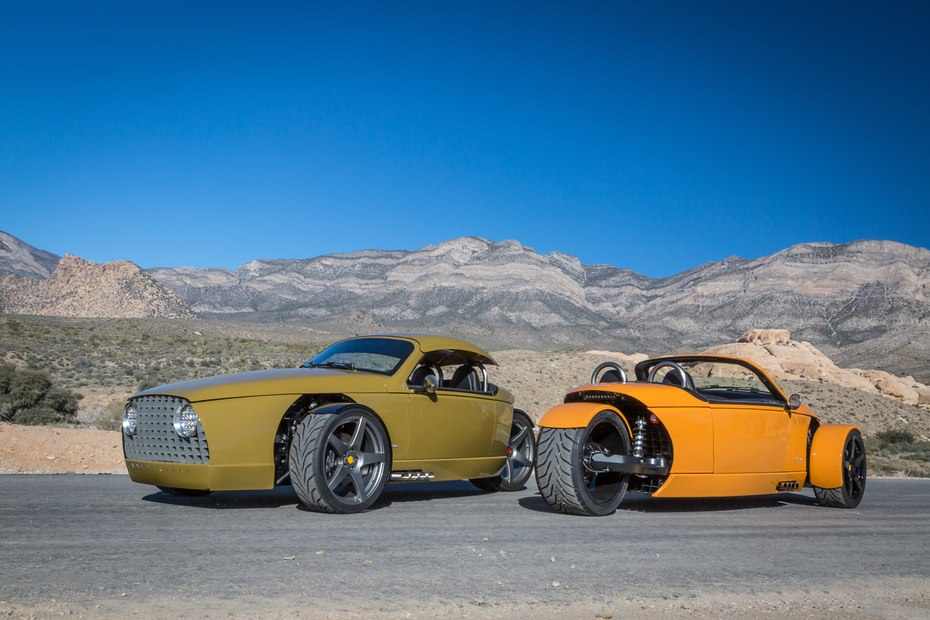
Vanderhall Laguna - przód i tył

Vanderhall Laguna zadebiutował w marcu 2016 roku jako pierwsza konstrukcja w historii powstałego 6 lat wcześniej przedsiębiorstwa motoryzacyjnego Vanderhall Motor Works z Provo w amerykańskim Utah. Samochód przyjął postać tzw. autocycle, będąc trójkołowcem łączącym cechy motocykla z samochodem sportowym.
Samochód z nadwoziem typu roadster tworzyło opływowe, wąskie nadwozie powstałe z aluminiowych komponentów współtworzonych przez ręcznie montowane elementy wykonane z włókna węglowego, co pozwoliło uzyskać relatywnie niską masę całkowitą wynoszącą niewiele ponad 700 kilogramów.
Luksusowo wystrojona kabina pasażerska umożliwiła pomieszczenie dwóch pasażerów, adaptując liczne elementy wystroju jak m.in. koło kierownicy od ówczesnych modeli General Motors. Vanderhall Laguna to samochód przednionapędowy, do którego napędu wykorzystano czterocylindrowy silnik benzynowy konstrukcji General Motors o pojemności 1,4 litra i mocy 200 KM.

### Sprzedaż
Produkcja i sprzedaż Vanderhalla Laguna na rodzimym rynku amerykańskim rozpoczęła się w lipcu 2016 roku, z ceną 49 950 dolarów za najtańszy wariant i 77 000 za topowy. Ręcznie produkowana, limitowana seria wytwarzana była w zakładach produkcyjnych Vanderhalla w Provo w stanie Utah.

### Silnik
- R4 1.4l Turbo VVTi 200 KM